# Parque nacional marino Wakatobi
El Parque Nacional Marino Wakatobi es un parque nacional que comprende las Islas Wakatobi al sudoeste de Célebes, Indonesia.
Tiene una extensión de 1,39 millones de hectáreas (13.900 km²).
Fue creado en 1996 dada la velocidad con la que los ecosistemas de las islas se estaban degradando y para lograr un balance entre las necesidades de las comunidades locales y la protección de la biodiversidad. Representa el segundo más grande parque nacional marino de Indonesia. Abarca los arrecifes de coral ubicados en el centro del área indo pacífica, donde existe la mayor variedad de especies de coral.
Posee una población permanente de 80.000 habitantes, muchos de los cuales realizan sus actividades de pesca en las regiones protegidas de la marea por los corales.
Uno de los principales problemas para el mantenimiento del parque es la competencia entre las diversas comunidades que habitan las islas por sus recursos pesqueros. Se tiene planeado asignar a cada comunidad zonas de pesca de manera que no haya competencia entre ellos y se permita el crecimiento de la fauna marítima en las cercanías de los corales, dado que cada comunidad estará interesada en el crecimiento de la fauna en su área de pesca.

## Actividad de investigación
En el parque funcionan tres centros de investigación que reciben investigadores y pasantes de todo el mundo y ofrecen como incentivo, alojamiento, playas y submarinismo. En el centro principal, en la Isla de Hoga se reúnen semanalmente los visitantes durante los fines de semana para disfrutar de actividades de esparcimiento e intercambio de ideas.

## Turismo
Para lograr el balance financiero del parque, se preparan planes para desarrollar actividades de turismo ecológico. Sin embargo, uno de los obstáculos para su desarrollo es la clasificación de Indonesia como posible blanco de terrorismo.
En 2002 se elaboró un catálogo con 27 sitios espectaculares para visitas submarinas. Esto es solo una muestra dado que muchos de los atolones están por explorar.